# Победа в Великой Отечественной войне (серия монет)
Победа в Великой Отечественной войне (укр. Перемога у Великій Вітчизняній війні) — серия юбилейных и памятных монет, выпускавшаяся Национальным банком Украины в 1995—2015 годах.
На сайте НБУ все монеты указаны в разделе «Памятные монеты», хотя в письмах НБУ часть монет названы «юбилейными». Серия состоит 20 монет различного номинала. Часть монет серии имеет сходные элементы оформления аверса и реверса.
О выпуске монеты «Победа в В. О. В. 1941—1945 годов» было объявлено письмом НБУ от 4 мая 1995 года. Монета в 200 000 карбованцев названа «юбилейной», серия монет в письме не упоминается.
В письмах НБУ от 19 октября 1999 года и от 20 ноября 2000 года о выпуске новых монет, посвящённых Великой Отечественной войне, монеты также названы «юбилейными», серия монет в письмах не указана.
Впервые монеты названы «памятными» в названии письма НБУ от 24 октября 2003 года, которым было объявлено о выпуске монет номиналом в 5 и 20 гривен, при этом в тексте письма (в первом и последнем абзацах) монеты по-прежнему называются «юбилейными», серия монет не указана.
Письмом от 26 апреля 2005 года было объявлено о выпуске двух монет, названных «юбилейными» — серебряной в 20 гривен и монеты из алюминиевой бронзы в 1 гривну. Серия монет в письме не указана. Монета в 1 гривну относится по классификации НБУ к «оборотным монетам» (укр. обігова монета) и не включена в базе данных монет НБУ в раздел «Памятные монеты».
В постановлениях НБУ, объявлявших о выпуске монет 2013 и 2014 года (постановления от 12 июля 2013 года, от 29 августа 2013 года, от 4 октября 2013 года, от 13 декабря 2013 года, от 21 января 2014 года, от 17 июля 2014 года), все монеты названы «памятными», серия монет в них не упоминается.
Название серии монет появилось только в Плане выпуска памятных монет на 2015 год и в постановлении Правления НБУ от 12 марта 2015 года. В указанных документах серия названа «Победа в Великой Отечественной войне», но в базе памятных монет на сайте НБУ серия называется «Победа в Великой Отечественной войне 1941—1945 гг.» (укр. Перемога у Великій Вітчизняній війні 1941-1945 рр.). Выпуск в обращение памятной монеты «70 лет Победы. 1945—2015» (первой монеты, при выпуске которой объявлено о серии монет «Победа в Великой Отечественной войне»), произведён 5 мая 2015 года, а 21 мая того же года вступил в силу закон № 315-VIII «Об увековечении победы над нацизмом во Второй мировой войне 1939—1945 годов», которым из законодательства Украины убран термин «Великая Отечественная война».
Планом выпуска памятных монет на 2016 год выпуск монет этой серии не предусмотрен.

## Монеты

### 1995 год
| Аверс | Реверс | Описание | Примечание |
| ----- | ------ | --- | --- |
|       |        | На аверсе: малый государственный герб Украины в обрамлении веток калины, надписи «НАЦІОНАЛЬНИЙ БАНК УКРАЇНИ 200000 КАРБОВАНЦІВ 1995». На реверсе: ансамбль Софийской площади в Киеве — Софийский собор, памятник Богдану Хмельницкому. На переднем плане справа на фоне собора — фигура молодой женщины с цветами в национальном костюме. Надпись: «ПЕРЕМОГА У ВЕЛИКІЙ ВІТЧИЗНЯНІЙ ВІЙНІ 1941—1945». | - Название монеты: Победа в В. О. В. 1941—1945 годов - Номинал: 200 000 карбованцев - Металл: мельхиор - Масса: 14,35 г - Диаметр: 33 мм - Качество: пруф-лайк - Гурт: рифлёный - Тираж: 250 000 - Художник: Александр Ивахненко - Скульпторы: аверс — Александр Хазов, реверс — Вячеслав Харламов - Дата выпуска в обращение: 7 мая 1995 - Отпускная цена НБУ: 2 гривны |
|       |        | | |

### 1999 год
| Аверс | Реверс | Описание | Примечание |
| ----- | ------ | --- | --- |
|       |        | На аверсе: малый государственный герб Украины в обрамлении колосьев пшеницы, надписи «УКРАЇНА, 1999, 2 ГРИВНІ 2». На реверсе: лавровая ветвь, лезвие меча, звёзды салюта, надпись «55 РОКІВ ВИЗВОЛЕННЯ УКРАЇНИ ВІД ФАШИСТСЬКИХ ЗАГАРБНИКІВ». | - Название монеты: 55 лет освобождения Украины от фашистских захватчиков - Номинал: 2 гривны - Металл: нейзильбер - Масса: 12,8 г - Диаметр: 31 мм - Качество: обычное - Гурт: рифлёный - Тираж: 50 000 - Художник: Александр Ивахненко - Скульптор: Роман Чайковский - Дата выпуска в обращение: 20 октября 1999 - Отпускная цена НБУ: 2 гривны |
|       |        | | |

### 2000 год
| Аверс | Реверс | Описание | Примечание |
| ----- | ------ | --- | --- |
|       |        | На аверсе: малый государственный герб Украины в обрамлении венка с лентой Ордена Славы, надписи «УКРАЇНА 2 ГРИВНІ 2000». На реверсе: символическое изображение Победы в виде женщины с пальмовой ветвью на фоне земного шара в обрамлении лавровых ветвей. Надпись «55 РОКІВ ПЕРЕМОГИ У ВЕЛИКІЙ ВІТЧИЗНЯНІЙ ВІЙНІ 1941—1945».                                                                                | - Название монеты: 55 лет Победы в В. О. В. 1941—1945 годов - Номинал: 2 гривны - Металл: нейзильбер - Масса: 12,8 г - Диаметр: 31 мм - Качество: обычное - Гурт: рифлёный - Тираж: 50 000 - Художники: аверс — Лариса Корень, реверс — Александр Ивахненко - Скульпторы: Владимир Демьяненко, Святослав Иваненко - Дата выпуска в обращение: 25 апреля 2000 - Отпускная цена НБУ: 2 гривны              |
|       |        | На аверсе: малый государственный герб Украины в обрамлении венка с лентой Ордена Славы, надписи «УКРАЇНА 10 ГРИВЕНЬ 2000», обозначение металла и его пробы, а также веса чистого серебра «Ag 925 31.1». На реверсе: символическое изображение Победы в виде женщины с пальмовой ветвью на фоне земного шара в обрамлении лавровых ветвей. Надпись «55 РОКІВ ПЕРЕМОГИ У ВЕЛИКІЙ ВІТЧИЗНЯНІЙ ВІЙНІ 1941—1945». | - Название монеты: 55 лет Победы в В. О. В. 1941—1945 годов - Номинал: 10 гривен - Металл: серебро - Масса чистого серебра: 31,1 г - Диаметр: 38,6 мм - Качество: пруф - Гурт: рифлёный - Тираж: 3000 - Художники: аверс — Лариса Корень, реверс — Александр Ивахненко - Скульпторы: Владимир Демьяненко, Святослав Иваненко - Дата выпуска в обращение: 20 ноября 2000 - Отпускная цена НБУ: нет данных |
|       |        | | |

### 2003 год
| Аверс | Реверс | Описание | Примечание |
| --- | ------ | --- | --- |
| |        | На аверсе: малый государственный герб Украины, мемориальная доска и вечный огонь, надписи «2003 УКРАЇНА 5 ГРИВЕНЬ», логотип Монетного двора НБУ. На реверсе: план-схема наступления советских войск, стилизованная сцена форсирования Днепра, на заднем плане — панорама Киева. Надписи «60 РОКІВ ВИЗВОЛЕННЯ КИЄВА ВЕЛИКА ВІТЧИЗНЯНА ВІЙНА». | - Название монеты: 60 лет освобождения Киева от фашистских захватчиков - Номинал: 5 гривен - Металл: нейзильбер - Масса: 16,54 г - Диаметр: 35 мм - Качество: обычное - Гурт: рифлёный - Тираж: 30 000 - Художники: аверс — Святослав Иваненко, реверс — Лариса Корень - Скульпторы: Святослав Иваненко, Владимир Демьяненко - Дата выпуска в обращение: 27 октября 2003 - Отпускная цена НБУ: 5 гривен                |
| |        | На аверсе: малый государственный герб Украины, мемориальная доска и вечный огонь, правая часть которого — голографичная. Надписи «2003 УКРАЇНА 20 ГРИВЕНЬ», логотип Монетного двора НБУ. Обозначение металла, его пробы и веса чистого серебра: «Ag 925 62.2». На реверсе: план-схема наступления советских войск, стилизованная сцена форсирования Днепра, на заднем плане — панорама Киева. Надписи «60 РОКІВ ВИЗВОЛЕННЯ КИЄВА ВЕЛИКА ВІТЧИЗНЯНА ВІЙНА». | - Название монеты: 60 лет освобождения Киева от фашистских захватчиков - Номинал: 20 гривен - Металл: серебро 925 - Масса чистого серебра: 62,2 г - Диаметр: 50 мм - Качество: пруф - Гурт: рифлёный - Тираж: 2000 - Художники: аверс — Святослав Иваненко, реверс — Лариса Корень - Скульпторы: Святослав Иваненко, Владимир Демьяненко - Дата выпуска в обращение: 27 октября 2003 - Отпускная цена НБУ: 1207 гривен |
| Киев был освобождён 6 ноября 1943 года в ходе Киевской наступательной операции, проводившейся в период с 3 по 13 ноября 1943 года и являвшейся частью взаимосвязанных операций, известных как Битва за Днепр (26 августа — 23 декабря 1943). |        | | |

### 2005 год
| Аверс | Реверс | Описание | Примечание |
| ----- | ------ | --- | --- |
|       |        | На аверсе: малый государственный герб Украины, клин журавлей, исчезающий в облаках . Надписи «УКРАЇНА 20 ГРИВЕНЬ 2005», логотип Монетного двора НБУ. Обозначение металла, его пробы и веса чистого серебра: «Ag 925 67.25». На реверсе: в сегменте, ограниченном тремя лучами прожекторов — солдаты, возвращающиеся с фронта. Надписи «60 РОКІВ ПЕРЕМОГИ У ВЕЛИКІЙ ВІТЧИЗНЯНІЙ ВІЙНІ 1941—1945», под надписью — голографическое изображение ордена Отечественной войны. | - Название монеты: 60 лет Победы в Великой Отечественной войне 1941—1945 годов - Номинал: 20 гривен - Металл: серебро 925 - Масса чистого серебра: 67,25 г - Диаметр: 50 мм - Качество: пруф - Гурт: секторальные рифления - Тираж: 5000 - Художники: аверс — Святослав Иваненко, реверс — Владимир Атаманчук - Скульпторы: аверс — Святослав Иваненко, реверс— Владимир Атаманчук - Дата выпуска в обращение: 28 апреля 2005 - Отпускная цена НБУ: 1207 гривен |
|       |        | | |

### 2013 год
| Аверс | Реверс | Описание | Примечание |
| --- | ------ | --- | --- |
| |        | На аверсе: малый государственный герб Украины, памятник Воину-освободителю в Харькове, надписи «НАЦІОНАЛЬНИЙ БАНК УКРАЇНИ 2013 5 ГРИВЕНЬ», логотип Монетного двора НБУ. На реверсе: звезда из ленты Ордена Славы, лавровая ветвь. Надписи «70 років ВИЗВОЛЕННЯ ХАРКОВА ВІД ФАШИСТСЬКИХ ЗАГАРБНИКІВ 1943».                                                                                       | - Название монеты: 70 лет освобождения Харькова от фашистских захватчиков - Номинал: 5 гривен - Металл: нейзильбер - Масса: 16,54 г - Диаметр: 35 мм - Качество: специальный анциркулейтед - Гурт: рифлёный - Тираж: 20 000 - Художники: Светлана Дуденко, Святослав Иваненко - Скульптор: Святослав Иваненко - Дата выпуска в обращение: 21 августа 2013 - Отпускная цена НБУ: 29 гривен                                                                                      |
| |        | На аверсе: малый государственный герб Украины, памятник Воину-освободителю в Харькове, надписи «НАЦІОНАЛЬНИЙ БАНК УКРАЇНИ 2013 10 ГРИВЕНЬ», логотип Монетного двора НБУ. На реверсе: звезда из ленты Ордена Славы, лавровая ветвь. Надписи «70 років ВИЗВОЛЕННЯ ХАРКОВА ВІД ФАШИСТСЬКИХ ЗАГАРБНИКІВ 1943».                                                                                      | - Название монеты: 70 лет освобождения Харькова от фашистских захватчиков - Номинал: 10 гривен - Металл: серебро 925 - Масса чистого серебра: 31,1 г - Диаметр: 38,6 мм - Качество: пруф - Гурт: гладкий с углубленной надписью - Тираж: 3000 - Художники: Светлана Дуденко, Святослав Иваненко - Скульптор: Святослав Иваненко - Дата выпуска в обращение: 21 августа 2013 - Отпускная цена НБУ: 655 гривен                                                                   |
| Харьков был освобождён 23 августа 1943 года в ходе Белгородско-Харьковской стратегической наступательной операции «Румянцев», ставшей заключительной операцией Курской битвы. Изображённый на монете памятник Воину-освободителю был открыт в 1981 году.                                                                                   |        | | |
| |        | На аверсе: малый государственный герб Украины, мемориальный комплекс на Саур-Могиле, надписи «НАЦІОНАЛЬНИЙ БАНК УКРАЇНИ МЕМОРІАЛЬНИЙ КОМПЛЕКС `САВУР-МОГИЛА` 2013 5 ГРИВЕНЬ», логотип Монетного двора НБУ. На реверсе: звезда из ленты Ордена Славы, лавровая ветвь. Надписи «70 років ВИЗВОЛЕННЯ ДОНБАСУ ВІД ФАШИСТСЬКИХ ЗАГАРБНИКІВ 1943».                                                    | - Название монеты: 70 лет освобождения Донбасса от фашистских захватчиков - Номинал: 5 гривен - Металл: нейзильбер - Масса: 16,54 г - Диаметр: 35 мм - Качество: специальный анциркулейтед - Гурт: рифлёный - Тираж: 30 000 - Художники: Владимир Атаманчук, Святослав Иваненко, Светлана Дуденко - Скульпторы: Владимир Атаманчук, Святослав Иваненко, Роман Чайковский - Дата выпуска в обращение: 30 сентября 2013 - Отпускная цена НБУ: 29 гривен                          |
| |        | На аверсе: малый государственный герб Украины, мемориальный комплекс на Саур-Могиле, надписи «НАЦІОНАЛЬНИЙ БАНК УКРАЇНИ МЕМОРІАЛЬНИЙ КОМПЛЕКС `САВУР-МОГИЛА` 2013 10 ГРИВЕНЬ», логотип Монетного двора НБУ. На реверсе: звезда из ленты Ордена Славы, лавровая ветвь. Надписи «70 років ВИЗВОЛЕННЯ ДОНБАСУ ВІД ФАШИСТСЬКИХ ЗАГАРБНИКІВ 1943».                                                   | - Название монеты: 70 лет освобождения Донбасса от фашистских захватчиков - Номинал: 10 гривен - Металл: серебро 925 - Масса чистого серебра: 31,1 г - Диаметр: 38,6 мм - Качество: пруф - Гурт: гладкий с углубленной надписью - Тираж: 3000 - Художники: Владимир Атаманчук, Святослав Иваненко, Светлана Дуденко - Скульпторы: Владимир Атаманчук, Святослав Иваненко, Роман Чайковский - Дата выпуска в обращение: 30 сентября 2013 - Отпускная цена НБУ: 655 гривен       |
| Донецкий каменноугольный бассейн был освобождён в августе—сентябре 1943 года в результате проведения Донбасской операции. На монете изображён открытый в 1967 году мемориальный комплекс на Саур-Могиле (курган в Шахтёрском районе Донецкой области). Комплекс получил значительные повреждения в период боёв за Саур-Могилу в 2014 году. |        | | |
| |        | На аверсе: малый государственный герб Украины, группа солдат, надписи «НАЦІОНАЛЬНИЙ БАНК УКРАЇНИ 5 ГРИВЕНЬ 2013 ПРОРИВ РАДЯНСЬКИМИ ВІЙСЬКАМИ НІМЕЦЬКОЇ ЛІНІЇ ОБОРОНИ `ВОТАН`», логотип Монетного двора НБУ. На реверсе: звезда из ленты Ордена Славы, лавровая ветвь. Надписи «70 років ВИЗВОЛЕННЯ МЕЛІТОПОЛЯ ВІД ФАШИСТСЬКИХ ЗАГАРБНИКІВ 1943».                                                | - Название монеты: Прорыв советскими войсками немецкой линии обороны «Вотан» и освобождение Мелитополя - Номинал: 5 гривен - Металл: нейзильбер - Масса: 16,54 г - Диаметр: 35 мм - Качество: специальный анциркулейтед - Гурт: рифлёный - Тираж: 30 000 - Художники: Анатолий Демьяненко, Светлана Дуденко, Святослав Иваненко - Скульпторы: Анатолий Демьяненко, Святослав Иваненко - Дата выпуска в обращение: 16 октября 2013 - Отпускная цена НБУ: 29 гривен              |
| Линия «Вотан» (часть линии Пантера — Вотан) была прорвана в ходе Черниговско-Полтавской операции. Мелитополь освобождён 23 октября 1943 года в результате проведения Мелитопольской операции. |        | | |
| |        | На аверсе: вверху — малый государственный герб Украины, в центре — число «1943», над ним — салют, внизу — лавровая ветвь с лентой Ордена Славы и звездой, надписи «НАЦІОНАЛЬНИЙ БАНК УКРАЇНИ 2013 П`ЯТЬ ГРИВЕНЬ», логотип Монетного двора НБУ. На реверсе: стилизованная композиция, изображающая битву за Днепр. Надпись «БИТВА ЗА ДНІПРО».                                                    | - Название монеты: Битва за Днепр (к 70-летию освобождения Киева от фашистских захватчиков) - Номинал: 5 гривен - Металл: нейзильбер - Масса: 16,54 г - Диаметр: 35 мм - Качество: специальный анциркулейтед - Гурт: рифлёный - Тираж: 30 000 - Художники: Владимир Таран, Александр Харук, Сергей Харук - Скульпторы: Роман Чайковский, Владимир Демьяненко - Дата выпуска в обращение: 30 октября 2013 - Отпускная цена НБУ: 29 гривен                                       |
| |        | На аверсе: вверху — малый государственный герб Украины, в центре — число «1943» с позолотой (не меньше 0,003 г чистого золота), над ним — салют, внизу — лавровая ветвь с лентой Ордена Славы и звездой, надписи «НАЦІОНАЛЬНИЙ БАНК УКРАЇНИ 2013 П`ЯТДЕСЯТ ГРИВЕНЬ», логотип Монетного двора НБУ. На реверсе: стилизованная композиция, изображающая битву за Днепр. Надпись «БИТВА ЗА ДНІПРО». | - Название монеты: Битва за Днепр (к 70-летию освобождения Киева от фашистских захватчиков) - Номинал: 50 гривен - Металл: серебро 999 - Масса чистого серебра: 500 г - Диаметр: 85 мм - Качество: специальный анциркулейтед - Гурт: гладкий с углубленной надписью - Тираж: 1000 - Художники: Владимир Таран, Александр Харук, Сергей Харук - Скульпторы: Роман Чайковский, Владимир Демьяненко - Дата выпуска в обращение: 30 октября 2013 - Отпускная цена НБУ: 9649 гривен |
| Битва за Днепр — ряд взаимосвязанных стратегических операций, проведённых во второй половине 1943 года, в результате которых были освобождены важнейшие промышленные районы Донбасса и металлургические центры южной Украины. |        | | |

### 2014 год
| Аверс | Реверс | Описание | Примечание |
| --- | ------ | --- | --- |
| |        | На аверсе: малый государственный герб Украины, композиция с изображением наступающих войск, надписи «НАЦІОНАЛЬНИЙ БАНК УКРАЇНИ П`ЯТЬ ГРИВЕНЬ 2014», логотип Монетного двора НБУ. На реверсе: звезда из ленты Ордена Славы, лавровая ветвь. Надписи «70 років ВИЗВОЛЕННЯ НІКОПОЛЯ ВІД ФАШИСТСЬКИХ ЗАГАРБНИКІВ 1944». | - Название монеты: Освобождение Никополя от фашистских захватчиков - Номинал: 5 гривен - Металл: нейзильбер - Масса: 16,54 г - Диаметр: 35 мм - Качество: специальный анциркулейтед - Гурт: рифлёный - Тираж: 20 000 - Художники: Анатолий Демьяненко, Светлана Дуденко, Святослав Иваненко - Скульпторы: Анатолий Демьяненко, Владимир Атаманчук, Святослав Иваненко - Дата выпуска в обращение: 7 февраля 2014 - Отпускная цена НБУ: 29 гривен                                                                                     |
| Никополь освобождён 8 февраля 1944 года в ходе Никопольско-Криворожской наступательной операции. |        | | |
| |        | На аверсе: малый государственный герб Украины, число «1944», над ним — изображение салюта, внизу — лавровая ветвь с лентой и звездой. Надписи «НАЦІОНАЛЬНИЙ БАНК УКРАЇНИ 2014 П`ЯТЬ ГРИВЕНЬ». Логотип Монетного двора НБУ. На реверсе: на фоне карты — въездные ворота Корсуньского замка. Надписи «70 років КОРСУНЬ-ШЕВЧЕНКІВСЬКА БИТВА». | - Название монеты: Корсунь-Шевченковская битва (к 70-летию освобождения Украины от фашистских захватчиков) - Номинал: 5 гривен - Металл: нейзильбер - Масса: 16,54 г - Диаметр: 35 мм - Качество: специальный анциркулейтед - Гурт: рифлёный - Тираж: 30 000 - Художники: аверс — Владимир Таран, Александр Харук, Сергей Харук, реверс — Наталья Фандикова - Скульпторы: Владимир Атаманчук, Анатолий Демьяненко - Дата выпуска в обращение: 17 февраля 2014 - Отпускная цена НБУ: 29 гривен                                        |
| |        | На аверсе: малый государственный герб Украины, позолоченное число «1944» (не менее 0,0005 г чистого золота), над ним — изображение салюта, внизу — лавровая ветвь с лентой и звездой. Надписи «НАЦІОНАЛЬНИЙ БАНК УКРАЇНИ 2014 ДВАДЦЯТЬ ГРИВЕНЬ». Логотип Монетного двора НБУ. На реверсе: на фоне карты — въездные ворота Корсуньского замка. Надписи «70 років КОРСУНЬ-ШЕВЧЕНКІВСЬКА БИТВА». | - Название монеты: Корсунь-Шевченковская битва (к 70-летию освобождения Украины от фашистских захватчиков) - Номинал: 20 гривен - Металл: серебро 925 - Масса чистого серебра: 62,2 г - Диаметр: 50 мм - Качество: специальный анциркулейтед - Гурт: гладкий с углубленной надписью - Тираж: 2500 - Художники: аверс — Владимир Таран, Александр Харук, Сергей Харук, реверс — Наталья Фандикова - Скульпторы: Владимир Атаманчук, Анатолий Демьяненко - Дата выпуска в обращение: 17 февраля 2014 - Отпускная цена НБУ: 1241 гривна |
| Корсунь-Шевченковская операция (24 января — 17 февраля 1944) — операция по уничтожению корсунь-шевченковской группировки Вермахта. Часть стратегической Днепровско-Карпатской операции. |        | | |
| |        | На аверсе: малый государственный герб Украины: в центре — стихи Павла Тычины «Я ЄСТЬ НАРОД, ЯКОГО ПРАВДИ СИЛА НІКИМ ЗВОЙОВАНА ЩЕ НЕ БУЛА. ЯКА БІДА МЕНЕ, ЯКА ЧУМА КОСИЛА! — А СИЛА ЗНОВУ РОЗЦВІЛА… ПАВЛО ТИЧИНА». Букет из васильков, колосьев и красных маков (красный цвет исполнен методом тампопечати). Надписи «УКРАЇНА 5 ГРИВЕНЬ 2014». Логотип Монетного двора НБУ. На реверсе: две женские фигуры на фоне карты Украины. Надписи «28 ЖОВТНЯ 1944 22 ЧЕРВНЯ 1941 ВИЗВОЛЕННЯ УКРАЇНИ ВІД ФАШИСТСЬКИХ ЗАГАРБНИКІВ».  | - Название монеты: 70 лет освобождения Украины от фашистских захватчиков - Номинал: 5 гривен - Металл: нейзильбер - Масса: 16,54 г - Диаметр: 35 мм - Качество: специальный анциркулейтед - Гурт: рифлёный - Тираж: 30 000 - Художники: Владимир Таран, Александр Харук, Сергей Харук - Скульпторы: Анатолий Демьяненко, Владимир Демьяненко - Дата выпуска в обращение: 21 октября 2014 - Отпускная цена НБУ: 29 гривен |
| |        | На аверсе: малый государственный герб Украины: в центре — стихи Павла Тычины «Я ЄСТЬ НАРОД, ЯКОГО ПРАВДИ СИЛА НІКИМ ЗВОЙОВАНА ЩЕ НЕ БУЛА. ЯКА БІДА МЕНЕ, ЯКА ЧУМА КОСИЛА! — А СИЛА ЗНОВУ РОЗЦВІЛА… ПАВЛО ТИЧИНА». Букет из васильков, колосьев и красных маков (красный цвет исполнен методом тампопечати). Надписи «УКРАЇНА 20 ГРИВЕНЬ 2014». Логотип Монетного двора НБУ. На реверсе: две женские фигуры на фоне карты Украины. Надписи «28 ЖОВТНЯ 1944 22 ЧЕРВНЯ 1941 ВИЗВОЛЕННЯ УКРАЇНИ ВІД ФАШИСТСЬКИХ ЗАГАРБНИКІВ». | - Название монеты: 70 лет освобождения Украины от фашистских захватчиков - Номинал: 20 гривен - Металл: серебро 925 - Масса чистого серебра: 62,2 г - Диаметр: 50 мм - Качество: специальный анциркулейтед - Гурт: гладкий с углубленной надписью - Тираж: 2000 - Художники: Владимир Таран, Александр Харук, Сергей Харук - Скульпторы: Анатолий Демьяненко, Владимир Демьяненко - Дата выпуска в обращение: 21 октября 2014 - Отпускная цена НБУ: 1185 гривен                                                                      |
| День освобождения Украины от фашистских захватчиков, отмечаемый 28 октября, установлен в 2009 году. 28 октября 1944 года закончилась Восточно-Карпатская операция, в результате которой советские войска совместно с 1-м чехословацким армейским корпусом овладели Дуклинским перевалом и освободили Закарпатскую Украину. На монете приведён фрагмент стихотворения Павла Тычины «Я утверждаюсь», написанного им 16 сентября 1943 года. |        | | |

### 2015 год
| Аверс | Реверс | Описание | Примечание |
| ----- | ------ | --- | --- |
|       |        | На аверсе: малый государственный герб Украины, композиция с изображением дерева, на фоне которого изображена птица, сидящая в гнезде из веток калины, надписи «УКРАЇНА 2015 5 ГРИВЕНЬ», логотип Монетного двора НБУ. На реверсе: солдатская каска и цветы мака (красный цвет исполнен методом тампопечати), треугольники — символы пламени свечей. Надписи «70 РОКІВ ПЕРЕМОГИ 1945 2015». | - Название монеты: 70 лет Победы. 1945—2015 - Номинал: 5 гривен - Металл: нейзильбер - Масса: 16,54 г - Диаметр: 35 мм - Качество: специальный анциркулейтед - Гурт: рифлёный - Тираж: 35 000 - Художники: Владимир Таран, Александр Харук, Сергей Харук - Скульпторы: Анатолий Демьяненко, Владимир Атаманчук - Дата выпуска в обращение: 5 мая 2015 - Отпускная цена НБУ: 29 гривен |
|       |        | | |